# Artim Jelou
Artim Jelou (Artin Jelow) é uma cidade do Afeganistão, localizada na província de Badaquexão. Há uma ponte sobre o rio Coquecha lá. Na década de 1970, a população da vila era principalmente tajique.